# Liste der Monuments historiques in Bornel
Die Liste der Monuments historiques in Bornel führt die Monuments historiques in der französischen Gemeinde Bornel auf.

## Liste der Bauwerke
| Bezeichnung     | Beschreibung                  | Standort | Kennzeichnung | Schutzstatus | Datum | Bild           |
| --------------- | ----------------------------- | -------- | ------------- | ------------ | ----- | -------------- |
| Kirche St-Denis | Erbaut ab dem 12. Jahrhundert | (Lage)   | PA00114539    | Inscrit      | 1927  | weitere Bilder |

## Liste der Objekte
| Bezeichnung               | Beschreibung                                | Standort                      | Kennzeichnung | Schutzstatus | Datum | Bild           |
| ------------------------- | ------------------------------------------- | ----------------------------- | ------------- | ------------ | ----- | -------------- |
| Skulptur Madonna und Kind | Stein, zweites Viertel des 14. Jahrhunderts | in der Kirche St-Denis (Lage) | PM60000354    | Classé       | 1908  | weitere Bilder |